# 43e cérémonie des People's Choice Awards
La 43e cérémonie des People's Choice Awards, organisée par Procter & Gamble, aura lieu le 18 janvier 2017 et récompensera les artistes, films, séries et chansons ayant le mieux servi la culture populaire en 2016. Elle sera retransmise aux États-Unis par CBS.
Les nominations ont été annoncées le 15 novembre 2016.

## Performances
- Fifth Harmony – "Work from Home"
- Blake Shelton – "Every Time I Hear That Song"

## Nominations

### Cinéma
| Film préféré | Film d'action préféré                                                                                                  |
| --- | --- |
| - Le Monde de Dory - Captain America: Civil War - Deadpool - Suicide Squad - Zootopie | - Deadpool - Batman v Superman : L'Aube de la justice - Captain America: Civil War - Suicide Squad - X-Men: Apocalypse |
| Film comédie préféré | Film dramatique préféré                                                                                                |
| - Bad Moms - Agents presque secrets - Ghostbusters - Célibataire, mode d'emploi - Nos pires voisins 2 | - Avant toi - Deepwater Horizon - Miracles du paradis - Miss Peregrine et les Enfants particuliers - Sully             |
| Acteur préféré d'un film | Actrice préférée d'un film                                                                                             |
| - Ryan Reynolds - Kevin Hart - Robert Downey Jr. - Tom Hanks - Will Smith | - Jennifer Lawrence - Anna Kendrick - Margot Robbie - Melissa McCarthy - Scarlett Johansson                            |
| Acteur d'action préféré | Actrice d'action préférée                                                                                              |
| - Robert Downey Jr. - Chris Evans - Liam Hemsworth - Ryan Reynolds - Will Smith | - Margot Robbie - Jennifer Lawrence - Scarlett Johansson - Shailene Woodley - Zoe Saldana                              |
| Acteur comique préféré | Actrice comique préférée                                                                                               |
| - Kevin Hart - Chris Hemsworth - Dwayne Johnson - Ryan Gosling - Zac Efron | - Melissa McCarthy - Anna Kendrick - Kristen Bell - Kristen Wiig - Rebel Wilson                                        |
| Acteur dramatique préféré | Actrice dramatique préférée                                                                                            |
| - Tom Hanks - Ben Affleck - Chris Pine - George Clooney - Mark Wahlberg | - Blake Lively - Amy Adams - Emily Blunt - Julia Roberts - Meryl Streep                                                |
| Voix d'acteur/actrice d'un film d'animation | Film familial préférée                                                                                                 |
| - Ellen DeGeneres dans Le Monde de Dory en tant que Dory - Bill Murray dans Le Livre de la jungle en tant que Baloo - Ginnifer Goodwin dans Zootopie en tant que Judy Hopps - Jason Bateman dans Zootopie en tant que Nick Wilde - Kevin Hart dans Comme des bêtes en tant que Snowball | - Le Monde de Dory - Alice de l'autre côté du miroir - Le Livre de la jungle - Comme des bêtes - Zootopie              |
| Thriller préféré | Acteur icone de film préféré                                                                                           |
| - La Fille du train - Conjuring 2 : Le Cas Enfield - Nerve - American Nightmare 3 : Élections - Instinct de survie | - Johnny Depp - Denzel Washington - Samuel L. Jackson - Tom Cruise - Tom Hanks                                         |

### Télévision
| Série préférée | Série comique préférée                                                                                  |
| --- | --- |
| - Outlander - The Big Bang Theory - Grey's Anatomy - Stranger Things - The Walking Dead                                 | - The Big Bang Theory - Black-ish - Jane the Virgin - Modern Family - New Girl                          |
| Série dramatique préférée                                                                                               | Série science-fiction ou fantastique préférée                                                           |
| - Grey's Anatomy - Chicago Fire - Empire - How to Get Away with Murder - Quantico                                       | - Supernatural - Arrow - Flash - Once Upon a Time - Vampire Diaries                                     |
| Série science-fiction ou fantastique du câble préférée                                                                  | Série policière dramatique préférée                                                                     |
| - The Walking Dead - American Horror Story - Orphan Black - Shadowhunters - Teen Wolf                                   | - Esprits criminels - The Blacklist - New York, unité spéciale - Lucifer - NCIS : Enquêtes spéciales    |
| Acteur comique préféré d'une série                                                                                      | Actrice comique préférée d'une série                                                                    |
| - Jim Parsons - Andy Samberg - Anthony Anderson - Matthew Perry - Tim Allen                                             | - Sofia Vergara - Anna Faris - Gina Rodriguez - Kaley Cuoco - Zooey Deschanel                           |
| Acteur dramatique préféré d'une série                                                                                   | Actrice dramatique préférée d'une série                                                                 |
| - Justin Chambers - Scott Foley - Terrence Howard - Taylor Kinney - Jesse Williams                                      | - Priyanka Chopra - Viola Davis - Taraji P. Henson - Ellen Pompeo - Kerry Washington                    |
| Acteur policière dramatique préféré d'une série                                                                         | Actrice policière dramatique préférée d'une série                                                       |
| - Mark Harmon - Chris O'Donnell - Donnie Wahlberg - LL Cool J - Tom Selleck                                             | - Jennifer Lopez - Lucy Liu - Mariska Hargitay - Pauley Perrette - Sophia Bush                          |
| Série comique du câble préférée                                                                                         | Série dramatique du câble préférée                                                                      |
| - Baby Daddy - Atlanta - Philadelphia - Real Husbands of Hollywood - Younger                                            | - Bates Motel - The Americans - Mr. Robot - Pretty Little Liars - Queen Sugar                           |
| Acteur du câble préféré                                                                                                 | Actrice du câble préféré                                                                                |
| - Freddie Highmore - Adam DeVine - Kevin Hart - Rami Malek - Zach Galifianakis                                          | - Vera Farmiga - Ashley Benson - Hilary Duff - Keri Russell - Lucy Hale                                 |
| Série de prime dramatique du câble préférée                                                                             | Série de prime comique du câble préférée                                                                |
| - Orange Is the New Black - Homeland - House of Cards - Narcos - Power                                                  | - La Fête à la maison : 20 ans après - The Mindy Project - Shameless - Unbreakable Kimmy Schmidt - Veep |
| Série de prime science-fiction ou fantastique du câble préférée                                                         | Acteur de prime préféré d'une série                                                                     |
| - Outlander - Game of Thrones - Luke Cage - Stranger Things - Westworld                                                 | - Dwayne Johnson - Aziz Ansari - Joshua Jackson - Kevin Spacey - Nick Jonas                             |
| Actrice de prime préférée d'une série                                                                                   | Acteur science-fiction ou fantastique préféré                                                           |
| - Sarah Jessica Parker - Claire Danes - Jane Fonda - Julia Louis-Dreyfus - Taylor Schilling                             | - Sam Heughan - Andrew Lincoln - Ian Somerhalder - Jensen Ackles - Tyler Posey                          |
| Actrice science-fiction ou fantastique préférée                                                                         | Émission de compétition préférée                                                                        |
| - Caitriona Balfe - Emilia Clarke - Jennifer Morrison - Lauren Cohan - Millie Bobby Brown                               | - The Voice - America's Got Talent - American Ninja Warrior - Dancing with the Stars - MasterChef       |
| Présentateur de talk-show de jour préféré                                                                               | Équipe de présentateurs de talk-show de jour préféré                                                    |
| - Ellen DeGeneres - Phil McGraw - Kelly Ripa - Rachael Ray - Steve Harvey                                               | - Good Morning America - The Chew - The Talk - Today - The View                                         |
| Présentateur de talk-show de soirée préféré                                                                             | Acteur préféré dans une nouvelle série                                                                  |
| - Jimmy Fallon - Conan O'Brien - James Corden - Jimmy Kimmel - Stephen Colbert                                          | - Matt LeBlanc - Damon Wayans - Kevin James - Kiefer Sutherland - Milo Ventimiglia                      |
| Actrice préféré dans une nouvelle série                                                                                 | Série d'animation préférée                                                                              |
| - Kristen Bell - Jordana Brewster - Mandy Moore - Minnie Driver - Piper Perabo                                          | - Les Simpson - American Dad! - Bob's Burgers - Les Griffin - South Park                                |
| Nouvelle série comique préférée                                                                                         | Nouvelle série dramatique préférée                                                                      |
| - Man with a Plan - American Housewife - The Good Place - The Great Indoors - Kevin Can Wait - Son of Zorn - Speechless | - This Is Us - Bull - Conviction - Designated Survivor - The Exorcist - Timeless                        |

### Musique
| Artiste masculin préféré | Artiste féminine préférée                                                                                                   |
| --- | --- |
| - Justin Timberlake - Blake Shelton - Drake - Shawn Mendes - The Weeknd                                                                             | - Britney Spears - Adele - Ariana Grande - Beyoncé - Rihanna                                                                |
| Groupe préféré | Nouvel artiste préféré |
| - Fifth Harmony - The Chainsmokers - Coldplay - Panic! at the Disco - Twenty One Pilots                                                             | - Niall Horan - Alessia Cara - The Chainsmokers - DNCE - Zayn                                                               |
| Artiste country masculin préféré | Artiste country féminine préférée                                                                                           |
| - Blake Shelton - Keith Urban - Luke Bryan - Sam Hunt - Tim McGraw                                                                                  | - Carrie Underwood - Dolly Parton - Kelsea Ballerini - Miranda Lambert - Reba McEntire                                      |
| Groupe country préféré | Artiste pop préféré |
| - Little Big Town - The Band Perry - Florida Georgia Line - Lonestar - Zac Brown Band                                                               | - Britney Spears - Adele - Ariana Grande - Justin Timberlake - Sia                                                          |
| Artiste Hip-Hop préféré | Artiste R&B préféré |
| - G-Eazy - DJ Khaled - Kanye West - Kendrick Lamar - Wiz Khalifa                                                                                    | - Rihanna - Beyoncé - Drake - Usher - The Weeknd                                                                            |
| Chanson préféré | Album préféré |
| - "Can't Stop the Feeling!" de Justin Timberlake - "No" de Meghan Trainor - "One Dance" de Drake - "Pillowtalk" de Zayn - "Work" de Rihanna & Drake | - If I'm Honest de Blake Shelton - Anti de Rihanna - Dangerous Woman d'Ariana Grande - Lemonade de Beyoncé - Views de Drake |

### Digital
| Célébrité des réseaux sociaux préféré                                     | Star des réseaux sociaux préféré |
| ------------------------------------------------------------------------- | --- |
| - Britney Spears - Kim Kardashian - Lady Gaga - Shakira - Stephen Amell   | - Cameron Dallas - Baby Ariel - Jacob Sartorius - Liza Koshy - Nash Grier |
| Star de YouTube préféré                                                   | Collaboration comique préféré |
| - Lilly Singh - Miranda Sings - PewDiePie - Shane Dawson - Tyler Oakley   | - Ellen DeGeneres & Britney Spears se baladent dans le centre commercial en étant odieuse - Le James Corden's Carpool Karaoke avec Adele - Le Lip Sync Battle avec Channing Tatum & Jenna Dewan Tatum - Le tour en voiture de Conan O'Brien avec Kevin Hart & Ice Cube - Le Saturday Night Live avec Alec Baldwin & Kate McKinnon |
| Obsession numérique préférée de CBS.com                                   | |
| - Mannequin Challenge - 360° & VR - Facebook Live - Pokémon Go - Snapchat | |